# I2i
i2i（あいつーあい）は、株式会社エムフロによる無料ウェブサービス

## 概要
アクセス解析、アクセスカウンター、アクセスランキング、相互ランキングメイカー、Flashティッカー、検索順位チェッカー、SEOリンクチェッカーなど、無料の各種ウェブサービスを提供。サービスの利用は無料の会員登録を行うことで、複数パーツを一度に利用できる。

### i2iアクセス解析
i2iアクセス解析は、i2iのサービスの中でも最も人気が高い。JavaScriptを利用したタグ設置型のアクセス解析サービスで、解析ページに設置するタグは全ページ共通のため設置が容易になっている。また2007年8月6日のバージョンアップにより無料系アクセス解析の中では珍しい、サイト訪問者の経路分析が可能な「足あと追跡機能」や「生ログ詳細解析」、「生ログダウンロード」などの新機能追加と管理画面のインターフェースのリニューアルにより使いやすさが向上した。またモバイルサイトにも対応。

### i2iアクセスカウンター
i2iアクセスカウンターは、用意されたデザインの中から好きなものを選択し、各種設定を管理画面より変更可能。モバイルサイトにも対応。

### i2iアクセスランキング
i2iアクセスランキングは、設置サイトに対しアクセスを送ってきたリンク元サイトを集計しランキングを行うアクセスランキングパーツを設置できる。アクセスランキングの設置によりリンク元サイトからのアクセス誘導が期待でき、相互リンクによるアクセスアップなどを目的として利用される。

### i2i相互ランキングメイカー
i2i相互ランキングメイカーは、パーツ利用者全員が参加する専用の相互ランキングページを持つことができる。ランキングの集計方法は作成された専用の相互ランキングページでのINおよびOUTのアクセス数に応じて更新される。

### i2i Flashティッカー
i2i Flashティッカーは、FLASHで作られたブログパーツを設置できる。

### i2i検索順位チェッカー
i2i検索順位チェッカーは、設置することであらかじめ登録しておいた検索キーワードでのYahoo!、Google、Bingの3大検索エンジンでの検索結果順位と検索結果件数を一括で集計ができる。過去にチェックした履歴も参照可能。

### i2i SEOリンクチェッカー
i2i SEOリンクチェッカーは、URLを入力することで各種検索エンジンのページランク、被リンク数、インデックスページ数等を一括表示するSEO支援ツール。評価方法は独自の評価基準に基づくもので詳細は不明。利用は会員登録をせずに利用ができる。